# 赫希斯特 (法蘭克福)
赫希斯特（Höchst）是德國美因河畔法蘭克福的區之一。它是法蘭克福西區（OrtsbezirkWest）的一部分。
1928年，美因河畔赫希斯特與辛德林根、下利德巴赫和蔡爾斯海姆同時被法蘭克福吞併。赫希斯特位於法蘭克福市中心以西10公里處，位於尼達河河口、美因河北岸。這座保存完好的老城自1972年以來一直受到《紀念物保護法》（Denkmalschutz）的保護。一項重要的文化活動是民俗節赫希斯特城堡派對（Höchster Schloßfest），它吸引了許多遊客來到赫希斯特。它從六月中旬開始，持續四個星期。它包括老城區的節日、煙花和城堡的爵士音樂節。